# Nová Hospoda (Deštnice)
Nová Hospoda je osada, část obce Deštnice v okrese Louny. Její větší část se nachází na katastrálním území Deštnice, menší na k. ú. Velká Černoc. Stojí zde 6 domů a evidována jsou zde 4 popisná čísla.

## Historie

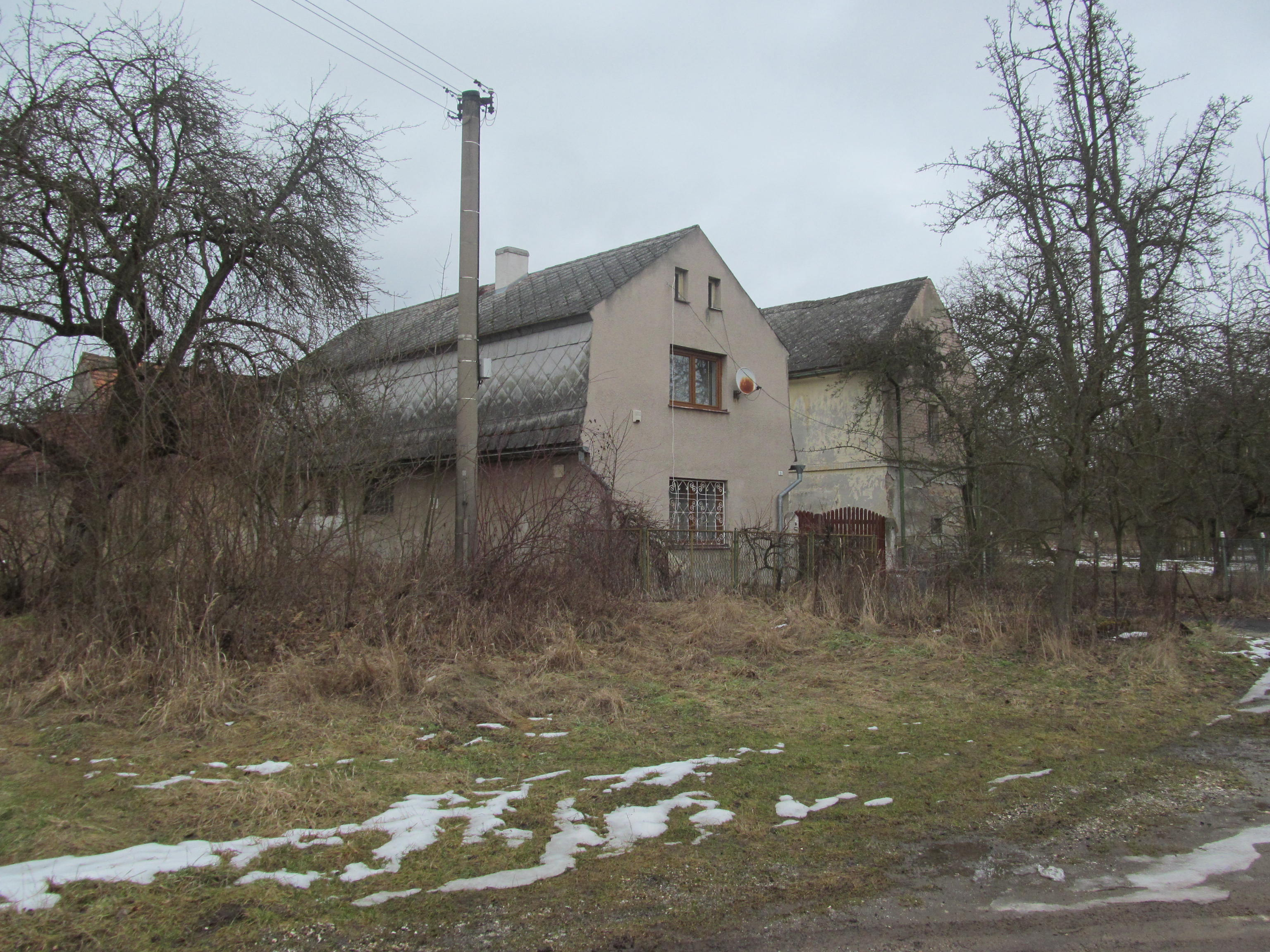
Budova čp. 43

První písemná zmínka o Nové Hospodě pochází z roku 1668. Tehdy se mezi kmotry dítěte narozeného v sousedním Sádku uvádí Marie Fischerová von Neuen Wirtshaus alias Fleischbank genant. Lokalita tehdy patřila do panství Měcholupy, osídleného převážně německými obyvateli. Vzhledem k tomu, že se ani v Soupisu poddaných podle víry z roku 1651 ani v berní rule z roku 1654 Nová Hospoda nevyskytuje, lze její vznik klást do intervalu mezi roky 1654 a 1668. Nova Hospoda už podle názvu vznikla jako zájezdní hostinec při cestě mezi Žatcem a Rakovníkem. Hospoda je zde ve 2. polovině 17. století skutečně doložena. Osada měla už od počátku dva alternativní názvy: Neues Wirtshaus (Nová Hospoda) a Fleischbank (masné krámy, řeznický pult, jatka). Podle mapy Prvního vojenského mapování ze 60. let 18. století a josefínského katastru z roku 1787 byly v Nové Hospodě 4 usedlosti. Dnes je osada rozdělena na dvě části. Starší, původní osídlení je východní část s popisnými čísly 43 a 45. V posledně jmenovaném byla hospoda. Podle sčítání lidu v roce 1910 obývalo 6 domů v Nové Hospodě 44 obyvatel, výhradně Němců. Z hlediska obecní samosprávy patřila Nová Hospoda vždy pod Deštnici, duchovní správu vykonává od roku 1869 Římskokatolická farnost Velká Černoc.